# Muhammed Zafar Iqbal
Muhammed Zafar Iqbal (bengalí: মুহম্মদ জাফর ইকবাল, Sylhet, 23 de diciembre de 1952) es un activista, físico y escritor de literatura infantil de ciencia ficción de Bangladés. Es profesor de Ciencias de la Computación e Ingeniería en la Universidad de Ciencia y Tecnología Shahjalal. Desde enero de 2018, es el jefe del departamento de Ingeniería Eléctrica y Electrónica. El 3 de marzo de 2018 tuvo que ser hospitalizado tras ser apuñalado por un joven mientras estaba atendiendo a una exposición de robots en la universidad donde trabaja.  

## Trayectoria
Su padre, Faizur Rahman Ahmed fue un oficial de policía asesinado durante la Guerra de Liberación de Bangladés. Tiene seis hermanos y hermanas. El hermano mayor fue el legendario autor y cineasta Humayun Ahmed. El menor es Ahsan Habib, editor de la revista satírica, Unmad (Mad) y dibujante. Iqbal y sus hermanos fueron alentados a escribir por su padre.
Estudió en la Universidad de Daca y la Universidad de Washington. Es profesor de la Universidad de Ciencia y Tecnología Shahjalal de Sylhed.  

## Posición política
Iqbal es conocido por su postura contra Jamaat-e-Islami Bangladesh y ha encabezado las críticas a sus líderes, varios de los cuales están siendo juzgados en el Tribunal Internacional de Crímenes por su papel en la guerra de liberación de Bangladés en 1971.  
Participó en las protestas de Shahbag de 2013 en apoyo de los juicios por crímenes de guerra llevados a cabo en las instalaciones del Tribunal Internacional de Crímenes en Bangladés, 

## Amenazas de muerte
En 2015 el nombre del escritor fue incluido en una carta enviada a los medios de comunicación de Bangladés junto a los de otras 18 personas, entre ellas varios ministros y blogueros, con amenazas de muerte por parte un grupo islamista por ser "enemigos del islam", "ateos" y "satánicos".  La arta, enviada a medios de comunicación bangladeshíes, estaba encabezada con el nombre tachado en rojo de Niloy Neel, un bloguero que acababa de ser asesinado por presuntos fundamentalistas islámicos.
El 3 de marzo de 2018 fue apuñalado en la universidad donde trabaja por parte un estudiante, mientras estaba sentado atendiendo una exposición de robots. El responsable del ataque fue detenido en el momento de la agresión y se inició una investigación sobre la presunta relación del agresor con grupos yihadistas.

## Vida personal

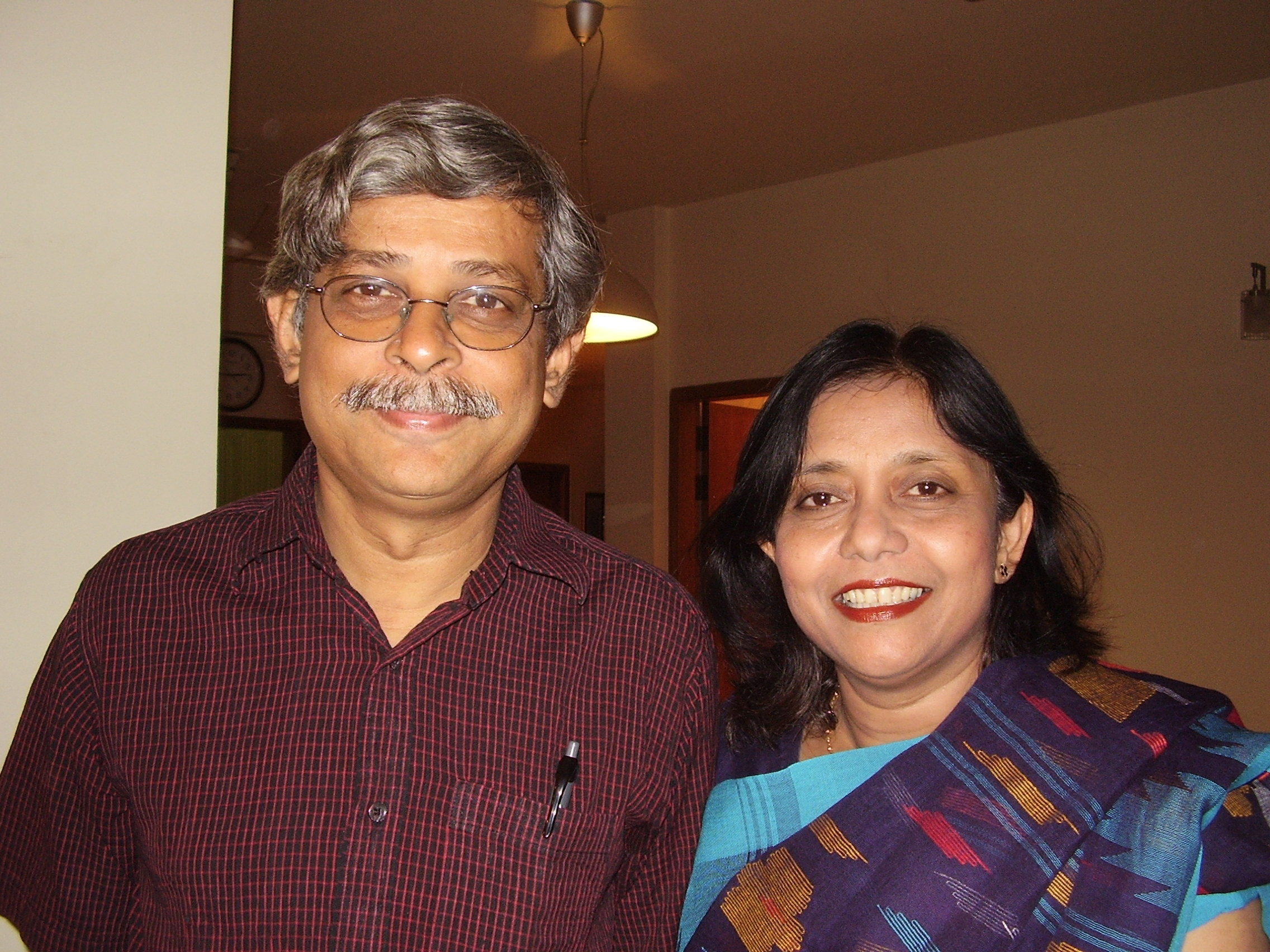
Muhammed Zafar Iqbal con su mujer, Yasmeen Haque

Está casado con Yasmeen Haque, su amiga de tiempo de estudios. Tiene dos hijos, Nabil y Yeshim.